# Partit Popular del País Basc
El Partit Popular del País Basc o Partit Popular d'Euskadi (Euskadiko Alderdi Popularra en basc), és la delegació del Partit Popular espanyol en el País Basc. La seva branca juvenil pertany a les Noves Generacions del Partit Popular. També se'ls coneix com a populars bascos en castellà i Euskadiko popularrak (populars del País Basc en basc).
Va ser fundat al gener de 1989 amb el naixement del Partit Popular, hereu d'Aliança Popular. La seva seu central es troba a la Gran Via de Bilbao i està presidit des del 2020 per Amaya Fernandez .

## Presidents
El PP del País Basc ha tingut quatre presidents des de la seva fundació en 1989:
- Jaime Mayor Oreja (1989-1996)
- Carlos Iturgaiz Angulo (1996-2004)
- María San Gil Noain (2004-2008)
- Antonio Basagoiti Pastor (2008-2013)
- Arantza Quiroga Cía (2013-2015)
- Alfonso Alonso Aranegui (2015 - 2020)
- Amaya Fernandez (2020, interina)
- Carlos Iturgaiz (2020-2023)
- Javier de Andrés Guerra (2023-)[3]

## Resultats electorals

### Eleccions autonòmiques
Va aconseguir el seu cim electoral en les Eleccions al Parlament Basc de 2001, quan amb 326.933 vots (23,12%) va ser la segona força política després del Partit Nacionalista Basc. A les de 2005 va ser la tercera força, després del Partit Nacionalista Basc i el Partit Socialista d'Euskadi-Euskadiko Ezkerra, i va aconseguir 210.614 sufragis que representa el 17,40% per cent dels vots, obtenint 15 escons al parlament.
A les Eleccions al Parlament Basc de l'1 de març de 2009, va presentar com a candidat a lehendakari al seu president regional Antonio Basagoiti Pastor juntament amb Iñaki Oyarzabal, Laura Garrido, Carmelo Barrio, María del Carmen López de Ocáriz o Carlos Urquijo; durant la campanya electoral, anunciant un futur acord de govern entre PSE-EE i PNB, va propugnar un canvi de govern que inclogués al PP basc, sol·licitant tres conselleries (Educació, Cultura i Interior) en el nou executiu, amb la finalitat de fer canvis en l'Ertzaintza, l'ETB i la política lingüística del Govern basc, defensant la primacia del castellà com a llengua comuna.
El Partit Popular del País Basc va obtenir en aquestes eleccions gairebé 150.000 vots (14,09% dels vots), que li van reportar un total de 13 escons. Va aconseguir 6 escons per Àlaba, 3 per Guipúscoa i 4 per Biscaia. Segons un preacord amb el PSE del 26 de març de 2009, el PP presideix la Càmera Basca, a canvi del suport a Patxi López com a Lehendakari. El 3 d'abril de 2009, va ser nomenada Presidenta del Parlament Basc Arantza Quiroga. Les seves primeres paraules com a Presidenta van ser en basc per agrair la confiança dipositada en la seva persona i va dirigir després un emotiu record a totes les víctimes del terrorisme.

### Candidats a Lehendakari
El candidat a Lehendakari del PP ha estat sempre el President del PP del País Basc. L'única excepció van ser les eleccions al Parlament Basc de 2001, les últimes en les quals es va presentar Jaime Mayor Oreja, en les quals el president seguia sent Carlos Iturgaiz Angulo. L'únic candidat que s'ha presentat més d'una vegada a Lehendakari ha estat Jaime Mayor Oreja, que ho ha fet 4 cops, encara que una d'elles fos per Coalició Popular. Cap dels altres tres candidats ha repetit candidatura.
| Eleccions i data                      | Vots    | %     | Diputats | Candidat                 | Posició |
| ------------------------------------- | ------- | ----- | -------- | ------------------------ | ------- |
| Eleccions al Parlament Basc de 1980 a | 43.751  | 4,77  | 2        | Florencio Aróstegui      | 6è      |
| Eleccions al Parlament Basc de 1984 b | 100.581 | 9,36  | 7        | Jaime Mayor Oreja        | 4t      |
| Eleccions al Parlament Basc de 1986   | 55.606  | 4,86  | 2        | Julen Guimón             | 6è      |
| Eleccions al Parlament Basc de 1990   | 83.719  | 8,23  | 6        | Jaime Mayor Oreja        | 5è      |
| Eleccions al Parlament Basc de 1994   | 146.960 | 14,41 | 11       | Jaime Mayor Oreja        | 4t      |
| Eleccions al Parlament Basc de 1998   | 251.743 | 20,13 | 16       | Carlos Iturgaiz Angulo   | 2n      |
| Eleccions al Parlament Basc de 2001   | 326.933 | 23,12 | 19       | Jaime Mayor Oreja        | 2n      |
| Eleccions al Parlament Basc de 2005   | 210.614 | 17,40 | 15       | María San Gil            | 3r      |
| Eleccions al Parlament Basc de 2009   | 144.944 | 14,09 | 13       | Antonio Basagoiti Pastor | 3r      |
| Eleccions al Parlament Basc de 2012   | 130.584 | 11,75 | 10       | Antonio Basagoiti Pastor | 4t      |
| Eleccions al Parlament Basc de 2016   | 107.771 | 10,11 | 9        | Alfonso Alonso Aranegui  | 5è      |
| Eleccions al Parlament Basc de 2020 c | 60.299  | 6,75  | 4        | Carlos Iturgaiz Angulo   | 5è      |

a Com Alianza Popular. 

b Com Coalició Popular. 

c En la coalició PP+Cs.
Al Parlament Basc, el seu grup parlamentari adopta la denominació bilingüe de Grup Popular Basc - Euskal Talde Popularra.

### Eleccions municipals 2007

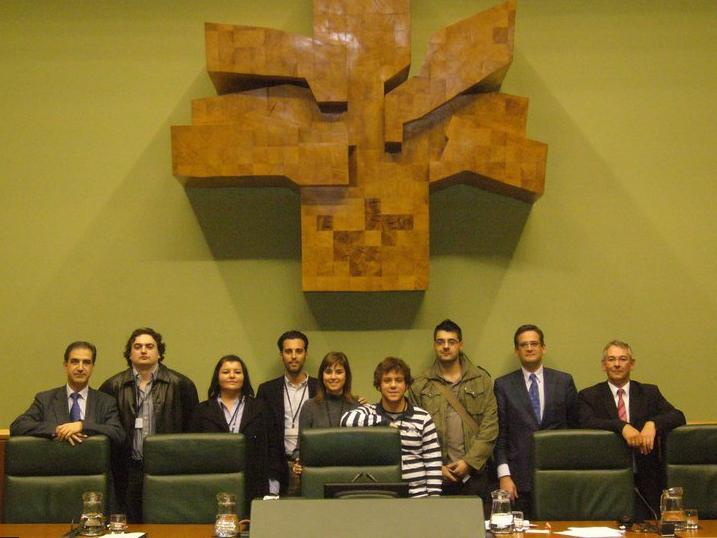
Al parlament basc

Després de les eleccions municipals de 2007, el PP va experimentar una reculada de gairebé 60.000 vots respecte als comicis de municipals de 2003 i va obtenir 153.296 vots (15,78%) cosa que va suposar 184 regidors en el conjunt del País Basc, sent la cinquena força política en nombre d'edils, enfront dels 296 del 2003. Governa en 4 dels 253 municipis del País Basc. Fins a 2007, només havia governat a municipis d'Àlaba, i a partir d'aquest any va aconseguir la seva primera alcaldia guipuscoana: en ser impugnades les llistes d'Acció Nacionalista Basca i Abertzale Sozialisten Batasuna a la localitat de Lizartza, la llista del PP va quedar com a única admesa i amb 27 vots (8% del total de vots emesos) va aconseguir els 7 edils i l'alcaldia. Els vots nuls i blancs atribuïts a ANV i Partit Nacionalista Basc respectivament, van aconseguir el 92,39%. D'aquesta manera, el PP va aconseguir l'única alcaldia a Guipúscoa de tota la seva història.
En Àlaba, governa en 4 municipis: Yécora, on va obtenir el 51,12% dels vots; Mañueta, on va ser la primera força, amb el 41,63% dels vots i Lantziego on va ser la segona llista més votada, amb un 35,37% dels vots. A Labastida també va aconseguir ser el partit més votat, però amb una majoria simple del 39,14% que no li va permetre aconseguir l'alcaldia. No obstant això, una moció de censura en 2009 va desallotjar al fins llavors alcalde d'EB i el PP va aconseguir un acord amb 2 edils expulsats del PNB per alternar-se en l'alcaldia del municipi. A Biscaia no governa en cap, i el seu millor resultat en 2007 va ser a Getxo, on va ser la segona llista amb gairebé un terç dels vots admesos (sense comptar els d'ANB).

## Eleccions municipals i forals 2011
A les eleccions municipals i forals de 2011, el PP lluny de recuperar-se i acaparar vot perdut del PSE-EE, va continuar la seva baixada en vots en el País Basc. El PP va perdre poc més de 6.500 vots en les últimes eleccions municipals i forals. Va obtenir 146.763 vots, obtenint un 13,83% de vot, la qual cosa li van suposar 164 regidors (20 menys que en les anteriors eleccions). No va obtenir cap alcaldia en Guipúscoa, ni tampoc en Biscaia.
Guipúscoa: Obté 33.331 vots, la qual cosa suposa un 9,88% de vot. Aconsegueix 27 regidors a tot el territori (enfront dels 44 que va aconseguir en les anteriors eleccions). El seu millor resultat es dona a Sant Sebastià on aconsegueix un 19,51% de vot, i manté els seus sis regidors. Malgrat tot, passa de segona a tercera força política en nombre de vots. També aconsegueix un bon resultat a Irun, una mica més d'un 17% i cinc regidors. Malgrat això, passa de segona a quarta força política en nombre de vots. En la resta del territori obté resultats molt discrets, superant en molt pocs d'ells el 10% de vot. El PP va ser quarta força política en la majoria de municipis guipuscoans (superat per Bildu, EAJ-PNB i PSE-EE) i sovint superat fins i tot per Aralar i Hamaikabat. A les eleccions a Juntes Generals de Guipúscoa el PP va obtenir 4 junteros (2 menys que els que va aconseguir en les anteriors eleccions, que van anar 6). 3 d'ells els va aconseguir en la Comarca de Sant Sebastià i el quart d'ells en la Comarca del Bidasoa, la qual cosa el va convertir en quarta força política al territori.
Biscaia: Obté 74.403 vots, la qual cosa suposa un 15,61% de vot. Té una pèrdua de més de 7.600 vots enfront de les anteriors eleccions. Aconsegueix 55 regidors en tot el territori (enfront dels 67 que disposava anteriorment). El seu millor resultat es dona a Bilbao i a Getxo, on en ambdues es manté com a segona força política. Malgrat mantenir-se com a segona força en Bilbao, sofreix una pronunciada caiguda de més de 6.200 vots, que li fan perdre un regidor. A Getxo també es manté com a segona força, però també perd un regidor respecte a l'anterior cita electoral. En la resta de municipis de Biscaia obté un resultat més aviat discret, que augmenta una mica en la marge esquerre del Nervión. Malgrat tot, ni tan sols al Marge Esquerre és capaç de pujar d'un quart o tercer lloc en nombre de vots. A les eleccions a Juntes Generals de Biscaia, el PP passa de tercera a quarta força, però manté els 8 junteros a la cambra.
Àlaba: El PP guanya les eleccions a Àlaba per un escàs marge amb EAJ-PNB. Malgrat perdre poc més de 150 vots, el PP guanya un juntero i obté 16, gràcies a la davallada del PSE-EE. El mateix ocorre en les eleccions a l'alcaldia de Vitòria. El PP guanya poc més de 200 vots, però gràcies a la gran davallada del PSE-EE, aconsegueix convertir-se en primera força a la capital. Aconsegueix l'alcaldia de Vitòria i un parell d'alcaldies més a la zona de la Rioja Alabesa. Aconsegueix la Diputació Foral d'Àlaba gràcies al suport del PSE-EE, i a l'abstenció de les dues junteres d'EB-B, que no van voler fer costat al candidat d'EAJ-PNB, que va rebre els vots d'EAJ-PNB i de la coalició Bildu. L'abstenció de les dues junteres d'EB-B va fer que el PP es fes amb la Diputació alabesa.

## El partit popular després de la fi d'Euskadi Ta Askatasuna
El maig de 2013 Arantza Quiroga Cía va ser elegida presidenta del Partit Popular del País Basc després de la renúncia d'Antonio Basagoiti. Va dimitir del càrrec l'octubre de 2015 després que el PP l'obligués a retirar la seva iniciativa per crear una ponència de Llibertat i Convivència dirigida a tots els partits del Parlament Basc, inclòs Euskal Herria Bildu, sent rellevada pel ministre de sanitat Alfonso Alonso Aranegui
El 23 de febrer de 2020 el president del PP Pablo Casado va anunciar que Alfonso Alonso no seria candidat a les eleccions al Parlament Basc de 2020 malgrat que s'havia anunciat la seva candidatura per negar-se a la coalició amb Ciudadanos, nomenant Carlos Iturgaiz Angulo, representant de l'ala més conservadora del partit i a qui s'ha recriminat la manca de renovació de discurs després de la desaparició d'Euskadi Ta Askatasuna (ETA), causant la seva dimissió com a president del Partit Popular del País Basc i sent rellevat per Iturgaiz. El PP es va presentar en coalició amb Ciutadans, formant la coalició PP+Cs, que va aconseguir els pitjors resultats del PP des de l'època d'Aliança Popular, en una jornada electoral marcada per la baixa participació. La coalició PP+Cs va aconseguir 6 parlamentaris, tres per Àlaba, dos per Biscaia i un per Guipúscoa.
El 4 de novembre de 2023 Javier de Andrés fou nomenat president i candidat del Partit Popular del País Basc a les eleccions al Parlament Basc de 2024.